# Городинский, Александр Матвеевич
Городинский Александр Матвеевич (23 декабря 1912, Погост, Бобруйский округ — 30 июля 1975, Большое Рейзино, Ленинградская область) — участник Великой Отечественной войны, председатель колхоза имени 18-го партсъезда Гатчинского района Ленинградской области. Герой Социалистического Труда (22.06.1957).

## Биография
Александр Матвеевич Городинский родился в селе Погост Могилёвской губернии 23 декабря 1912 года.
После окончания сельскохозяйственного техникума начал работать агрономом в колхозе. Спустя некоторое время, показав себя грамотным и трудолюбивым специалистом, был назначен на должность главного агронома районного земельного отдела в Новгороде.
В 1939 году был призван на службу в Красную Армию, где принял участие в советско-финской и Великой Отечественной войнах. Был демобилизован в 1946 году в звании капитан. Награждён орденом Красной Звезды.
После окончания службы переехал в Гатчинский район, где продолжил работу в должности агронома, однако спустя некоторое время стал председателем колхоза.
В 1956 году колхоз под руководством Александра Матвеевича показал отличные результаты по выращиванию картофеля, овощей и получении надоя от коров. В связи с этим фактом, Президиум Верховного Совета СССР 22 июня 1957 своим указом присвоил Городинскому А. М. звание Героя Социалистического Труда с вручением ордена Ленина и золотой медали «Серп и Молот».
А. М. Городинский — автор нескольких научных работ.
Колхоз, под руководством Городинского, считался передовым, что и отметил при личном посещении председатель Совета Министров СССР Н. С. Хрущёв.
После выхода на пенсию стал персональным пенсионером союзного значения, проживал в деревне Большое Рейзино Гатчинского района, где и умер в 1975 году.
Тело Городинского Александра Матвеевича захоронено в Гатчине на Новом кладбище.

## Награды
- Орден Красной Звезды (20.06.1945)
- Орден Ленина (22.06.1957)

## Научные работы
Городинский, А.М. Колхоз на подъеме [Текст] : Из опыта работы с.-х. артели им. XVIII партсъезда. — Ленинград: Лениздат, 1956. — 127 с.
Городинский, А.М. Откорм свиней на посевах картофеля [Текст] : Опыт колхоза им. XVIII партсъезда. [Гатчин. район]. — Ленинград: Лениздат, 1956. — С. 16.

## Память
- На могиле установлен надгробный памятник.
- В деревне Большое Рейзино на доме, где жил А. М. Городинский ему установлена мемориальная доска[1].